# Región corporativa de Siparia
Siparia es una región de Trinidad y Tobago.

## Geografía
La región abarca parte de la isla Trinidad y limita al norte con el golfo de Paria, al sur con el canal de Colón, al este con el borough  de Punta Fortín y el golfo de Paria y al oeste con la región de Penal-Debe.

## Organización territorial
Consta de sesenta y tres localidades:
- Apex Oil Field
- Aripero Village
- Avocat Village
- Bamboo Village
- Beach Camp
- Bennet Village
- Bois Bough
- Bonasse Village
- Brighton
- Cap-de-Ville (parcial)
- Carapal
- Cedros
- Chatham
- Chinese Village
- Cochrane (parcial)
- Coromandel
- Danny Village
- De Gannes Village
- Delhi Settlement
- Dow Village
- Erin
- Erin-Buenos Ayres
- Forest Reserve
- Fullerton
- Fyzabad
- Gheerahoo
- Gonzales (parcial)
- Granville
- Guapo Lot 10
- Harris Village
- Icacos
- Jacob Village
- La Brea
- La Fortune-Pluck
- Lorensotte
- Los Bajos
- Los Charos
- Los Iros-Erin
- Mon Desir
- Mon Desir-Silver Stream
- Oropouche
- Palo Seco
- Parry Lands South
- Pepper Village
- Point d'Or
- Quarry Village
- Rancho Quemado
- Robert Hill-Siparia
- Rousillac
- Salazar Village
- San Francique (parcial)
- Santa Flora
- Siparia
- Sobo Village
- St. John
- St. Mary's Village
- Sudama Village
- Syne Village (parcial)
- Thick Village
- Tulsa Village (parcial)
- Vance River
- Vessigny
- Waddle Village

## Demografía
Datos demográficos de la región de Siparia:
| Gráfica de evolución demográfica de Siparia entre 2000 y 2011 |
|                                                               |